# Politie in Zweden
De Zweedse Politie (Zweeds: Polismyndigheten) is een politiedienst die belast is met het handhaven van wetten en toezicht houdt op de publieke orde en veiligheid in Zweden.
De politie staat onder het toezicht van een landelijke politiecommissaris, die wordt gekozen door de overheid en die verantwoordelijk is voor alle activiteiten van de politie. De Zweedse politie valt niet onder het Ministerie van Justitie, wat in veel landen gewoonlijk is, maar is een eigen organisatie.
De politie is onderverdeeld in zeven regio's en heeft ook een landelijke eenheid die belast is met recherche, IT, forensisch onderzoek en andere speciale afdelingen. Elke politieregio is onderverdeeld in kleinere regio's en wordt geleid door een regionale korpschef en een plaatsvervangende korpschef.
De politie was halverwege de negentiende eeuw opgericht en werd tot 1965 door lokale overheden bestuurd. In 1965 werd de politie genationaliseerd en meer gecentraliseerd tot de definitieve reorganisatie op 1 januari 2015. De reorganisatie vond plaats om de tekortkomingen bij de takenverdeling en de uitvoering ervan onder handen te nemen en zodat het voor de overheid makkelijker zou worden om meer verantwoording te eisen.